# Koh-Lanta : Le Retour des héros
Vous pouvez aider à l'améliorer ou bien discuter des problèmes sur sa page de discussion.
- Il n'est pas vérifiable et peut contenir des informations totalement erronées. Il est fortement conseillé aux contributeurs d'étayer son contenu par des sources fiables. Sans cela, sa suppression pourrait être envisagée. (si vous venez d'apposer le bandeau, veuillez cliquer sur ce lien pour créer la discussion et en afficher les indications). (Marqué depuis juin 2024)
- Il peut contenir un travail inédit ou des déclarations non vérifiées. Vous pouvez l’améliorer en ajoutant des références. (Marqué depuis juin 2024)

- Archive Wikiwix
- Bing
- Cairn
- DuckDuckGo
- E. Universalis
- Gallica
- Google
- G. Books
- G. News
- G. Scholar
- Persée
- Qwant
- (zh) Baidu
- (ru) Yandex
- (wd) trouver des œuvres sur Wikidata

Vous pouvez aider à l'améliorer ou bien discuter des problèmes sur sa page de discussion.
- Il ne cite pas suffisamment ses sources. Vous pouvez indiquer les passages à sourcer avec {{référence nécessaire}} ou {{Référence souhaitée}}, et inclure les références utiles en les liant aux notes de bas de page. (Marqué depuis avril 2018)
- Certaines de ses couleurs nuisent à son accessibilité et ne respectent pas la charte graphique. Les couleurs ne sont pas interdites, mais il est conseillé d'en faire un usage modéré qui respecte les normes d'accessibilité. (Marqué depuis juin 2024)
- Son texte doit être wikifié : il ne correspond pas à la mise en forme Wikipédia (style, typographie, liens internes, liens entre les wikis, etc.). (Marqué depuis juin 2024)
- Sa typographie ne respecte pas les conventions de Wikipédia. Vous pouvez solliciter de l’aide de l’Atelier typographique. (Marqué depuis juin 2024)

- Archive Wikiwix
- Bing
- Cairn
- DuckDuckGo
- E. Universalis
- Gallica
- Google
- G. Books
- G. News
- G. Scholar
- Persée
- Qwant
- (zh) Baidu
- (ru) Yandex
- (wd) trouver des œuvres sur Wikidata

Koh-Lanta : Le Retour des héros est la première édition spéciale de l'émission de téléréalité Koh-Lanta qui se déroule en Amazonie.
Le tournage a débuté dimanche 5 octobre 2008 et a duré trois semaines, pour une diffusion sur TF1 du mardi 13 janvier 2009 au vendredi 13 février 2009 sous forme de neuf émissions[réf. à confirmer].
Contrairement aux saisons précédentes, cette saison rassemble d'anciens candidats de l'émission, et ne compte que quatorze candidats[réf. à confirmer],. Les deux tribus initiales étaient Jacaré et Tupan. Romuald, ancien candidat de la saison 4, a gagné cette édition spéciale et remporté 100 000 €. Il était opposé à Jade, ancienne candidate de la saison 7.
Lors de la diffusion des épisodes 2 et 3, l'emportement de Moundir au conseil est devenu une scène culte.

## Différences avec les saisons estivales
- Si vous ne connaissez pas le sujet, laissez ce bandeau (vous pouvez alors contacter les auteurs).
- Si vous supprimez le contenu mis en cause (vous pouvez préalablement contacter les auteurs),

argumentez précisément cette suppression dans la page de discussion
(un manque de référence n'est pas un argument ; une recherche réelle de référence doit avoir été effectuée, être formellement documentée).
Le nombre de candidats n'est plus de 16 mais de 14. Les candidats sont tous d'anciens candidats.
D'autres différences apparaissent :
- L'aventure ne dure que 21 jours au lieu de 40 lors des précédentes saisons.
- L'émission a été tournée loin de la mer, dans la forêt amazonienne, près de Manaus, au bord du Rio Negro.
- Chaque émission résume les événements sur 2 jours au lieu de 3 dans les saisons précédentes.
- La production veut surprendre et dérouter les candidats, qui ont déjà connu l'aventure.
- L'émission était diffusée le mardi en première partie de soirée.
- À partir de l'épisode 5, le générique est modifié pour notamment voir Jean-Bernard avec son foulard jaune.

## Candidats
- Si vous ne connaissez pas le sujet, laissez ce bandeau (vous pouvez alors contacter les auteurs).
- Si vous supprimez le contenu mis en cause (vous pouvez préalablement contacter les auteurs),

argumentez précisément cette suppression dans la page de discussion
(un manque de référence n'est pas un argument ; une recherche réelle de référence doit avoir été effectuée, être formellement documentée).
| Candidat | Candidat       | Profession                               | Localisation         | Saison précédente                      | Tribu                                                                                            | Jury final | Départ    |
| -------- | -------------- | ---------------------------------------- | -------------------- | -------------------------------------- | ------------------------------------------------------------------------------------------------ | ---------- | --------- |
| ♀        | Amel           | Assistante sociale                       | Paris                | Gagnante de la saison 2                | - Éliminée à l'épreuve initiale (jour 1)                                                         |            | Éliminée  |
| ♂        | Jean-Luc       | Officier de marine en retraite           | Var                  | Éliminé le 10e jour de la saison 1     | - Tupan (jour 1 – 3)                                                                             | Éliminé    |           |
| ♂        | Moundir        | Moniteur de sport                        | Paris                | Éliminé le 37e jour de la saison 3     | - Jacaré (jour 1 – 5)                                                                            | Éliminé    |           |
| ♀        | Christelle     | Fonctionnaire de police                  | Gironde              | Gagnante de la saison 8                | - Jacaré (jour 1 – 7)                                                                            | Éliminée   |           |
| ♂        | Philippe       | Mécanicien                               | Puy-de-Dôme          | Gagnant de la saison 4                 | - Jacaré (jour 1 – 9)                                                                            | Éliminé    |           |
| ♀        | Clémence       | Mannequin, animatrice de télévision      | Haute-Garonne        | Gagnante de la saison 5                | - Jacaré (jour 1 – 9) - Tribu réunifiée (jour 9 – 10)                                            | 1re membre | Éliminée  |
| ♀        | Émilie         | Conseillère en assurances                | Bouches-du-Rhône     | Finaliste de la saison 6               | - Jacaré (jour 1 – 9) - Tribu réunifiée (jour 9 – 12)                                            | 2e membre  | Éliminée  |
| ♂        | François-David | Escrimeur                                | Bouches-du-Rhône     | Gagnant de la saison 6                 | - Jacaré (jour 1 – 9) - Tribu réunifiée (jour 9 – 14)                                            | 3e membre  | Éliminé   |
| ♂        | Tony           | Retraité de gendarmerie                  | Pyrénées-Atlantiques | Éliminé à l'orientation de la saison 3 | - Tupan (jour 1 – 9) - Tribu réunifiée (jour 9 – 16)                                             | 4e membre  | Éliminé   |
| ♀        | Catherine      | Gérante de société dans le prêt-à-porter | Isère                | Éliminée le 28e jour de la saison 4    | - Tupan (jour 1 – 9) - Tribu réunifiée (jour 9 – 18)                                             | 5e membre  | Éliminée  |
| ♂        | Jean-Bernard   | Agent d'assurance                        | Bouches-du-Rhône     | Éliminé le 18e jour de la saison 8     | - Éliminé à l'épreuve initiale (jour 1 – 4) - Tupan (jour 4 – 9) - Tribu réunifiée (jour 9 – 19) | 6e membre  | Éliminé   |
| ♀        | Filomène       | Gestionnaire en assurances               | Hauts-de-Seine       | Éliminée le 24e jour de la saison 7    | - Tupan (jour 1 – 9) - Tribu réunifiée (jour 9 – 20)                                             | 7e membre  | Éliminée  |
| ♀        | Jade           | Gérante d'un centre de loisirs           | Haute-Garonne        | Gagnante de la saison 7                | - Tupan (jour 1 – 9) - Tribu réunifiée (jour 9 – 21)                                             |            | Finaliste |
| ♂        | Romuald        | Moniteur de fitness                      | Calvados             | Éliminé à l'orientation de la saison 4 | - Tupan (jour 1 – 9) - Tribu réunifiée (jour 9 – 21)                                             | Vainqueur  |           |

## Audiences

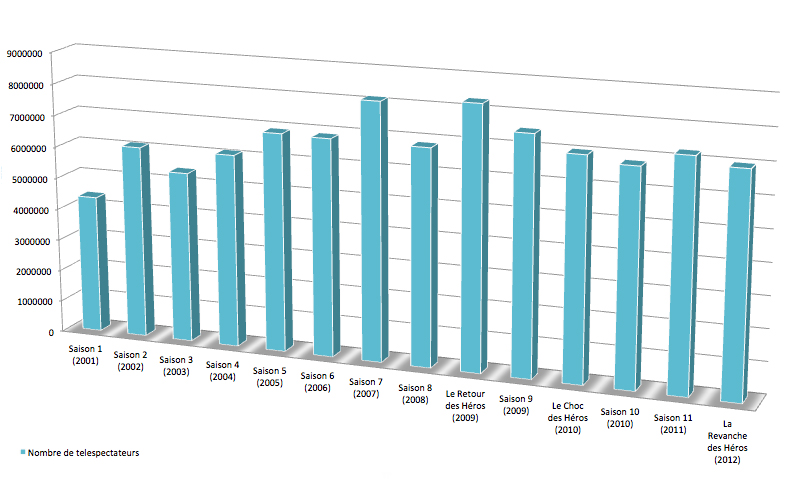
Importance des audiences de la saison par rapport aux audiences des autres saisons 2001 à 2012.

- Si vous ne connaissez pas le sujet, laissez ce bandeau (vous pouvez alors contacter les auteurs).
- Si vous supprimez le contenu mis en cause (vous pouvez préalablement contacter les auteurs),

argumentez précisément cette suppression dans la page de discussion
(un manque de référence n'est pas un argument ; une recherche réelle de référence doit avoir été effectuée, être formellement documentée).
| Émission   | Jour de diffusion        | Nombre de téléspectateurs | Part de marché sur les 4 ans et plus | Références |
| ---------- | ------------------------ | ------------------------- | ------------------------------------ | ---------- |
| 1          | Mardi 13 janvier 2009    | 7945000                   | 32 %                                 |            |
| 2 et 3     | Mardi 20 janvier 2009    | 7 895 000                 | 32,6 %                               |            |
| 4          | Mardi 27 janvier 2009    | 7811000                   | 30,3 %                               |            |
| 5 et 6     | Mardi 3 février 2009     | 8226000                   | 33,4 %                               |            |
| 7 et 8     | Mardi 10 février 2009    | 8683000                   | 34,9 %                               |            |
| 9 (Finale) | Vendredi 13 février 2009 | 9169000                   | 39,3 %                               |            |

### Légendes
- plus hauts scores d'audiences
- plus bas scores d'audiences